# 飛田展男
飛田展男（日语：／ Tobita Nobuo，1959年11月6日—）是日本男性声優。身高165cm，體重55kg，血型AB型。

## 特色
- 除了在《機動戰士Z GUNDAM》和《機動戰士GUNDAM ZZ》擔任主角級人物以外，於其他Gundam系列中頻繁地演出配角。
- 在業內以聲線多變而著稱，反差之大很難讓人想像出於同一人之嗓，有「變色龍」之稱，而演繹少年、青年角色時，跟中原茂的聲音很類似，這一點雙方都彼此認同。
- 不只是從事配音員工作、亦做為舞台劇演員而活躍並磨練其演技的感受性。
- 少數願意為成人向遊戲和動畫配音的大牌聲優，但都經過化名，並非以飛田展男的名號演出。

## 人物
- 為家中獨子。
- 令人意外地沒有汽車駕照。
- 興趣為電影鑑賞和聽音樂。
- 喜歡的食物是蘋果、苦味巧克力。
- 因酒量不好，不太喝酒。也不吸煙。
- 雖養貓、卻常被貓咬。
- 跟同一經紀公司、且為劇團RELAX的贊助者的配音員戶部公爾是從高中時代至今的友人。兩人的高中是男校。
- 同樣為配音員的矢尾一樹總是稱呼「小飛」（飛ちゃん）。
- 在當配音員之前，原本想成為學校老師。沒成為教師卻成為配音員的事情被父母知道後，惹父母不爽。
- 第一次在錄音室看到古谷和池田的飛田，第一反應是上去要簽名。
- 當初在Z鋼彈策劃階段，飛田知道這個消息的第一反應是「好好的鋼彈，搞什麼續集？」，由此可知他至今最愛的鋼彈作品仍是初代鋼彈，而非他自己主演的Z鋼彈或ZZ鋼彈。

## 演出作品
※粗體字表示說明飾演的主要角色。

### 電視動畫
- 火影忍者（惠比斯）
- 我的女神（青島紀元）
- 世界名作劇場系列
  - 愛的小婦人物語（洛利‧羅倫斯〈少年〉）
  - 崔普一家物語（安東）
  - 小婦人物語 南與喬老師（洛利‧羅倫斯）（成人）
- 週刊故事樂園（「神秘的通信販賣」（吉田正人）、「產生噪音的殺機」（鈴木守））
- 機動戰艦（ウリバタケ・セイヤ、大地アキラ）
- OH!スーパーミルクチャン（アイパッチ博士、パステルしんさん、アリの父親）
- 機動戰艦（瓜畑星矢）
- 機動戰士Z GUNDAM（卡密兒·維丹）
- 機動戰士GUNDAM ZZ（卡密兒·維丹）
- 機動武鬥傳G GUNDAM（ウルベ・イシカワ）
- 妙廚老爹（田中一）
- 鬼太郎第四期（小林）
- GS美神（ヤーム）
- 可愛巧虎島（唐草、咩咩博士）
- 創聖機械天使（讓·傑羅姆·喬治 ジャン・ジェローム・ジョルジュ）
- 櫻桃小丸子（丸尾末男、玉枝（小玉）的父親/穗波真太郎（第2代）、濱崎的爺爺/濱崎辰五郎、體育老師）
- 變形金剛Super Link（美版：超能量）（ナイトスクリーム、シグナルフレア、スプラング、ビルドロン/スカベンジャー）
- 南国少年奇小邪（卡達）
- 戰鬥陀螺（傑夫）
- 百變金剛（テラザウラー）
- 百變金剛Metals（クイックストライク、テラザウラー）
- 聖魔大戰（一本釣帝、一本釣神帝）
- 家有賤狗（倉元）
- 星之卡比（コック・カワサキ、カブー）
- ぼのぼの（しまっちゃうおじさん）
- マシュマロ通信（ナッツ、サンディパパ）
- 橫山光輝三國志（孫權）
- 網絡英雄洛克人系列（勞爾）
- KERORO軍曹（Viper）
- 安琪莉可女王之路（神鳥水之守護聖盧米埃）
- 安琪莉可系列（リュミエール）
- BLEACH（藏人、技術局開發人員、旁白）
- 光之傳說（大石譽昭）

1986年
- 青春動畫全集（瓢吉〈青年時代〉）

1987年
- 超能力魔美（黑澤莊平）

1989年
- 天空戰記（比婆王彈）

1990年
- NG騎士檸檬汽水&40（蒸籠包）
- 麵包超人（南瓜的卡波〈初代〉、銀色人、跑車大叔、三角超人）
- 以柔克剛（學生A）
- 超能大耳鼠（大學生）
- 黑色推銷員（エステティシャン、只野凡兒）

1991年
- 金魚注意報（葵）

1992年
- 宇宙騎士BLADE (貝加斯、弗里茨·馮·布勞恩、Tekkaman Dagger）
- 幽遊白書（朱雀）

1993年
- 海潮之聲（杜崎拓）
- 秀逗泰山阿達（黒龍拳・李功、愛德加）
- 為食龍少爺（吉川）
- 南國少年奇小邪（片見君）

1994年
- 魔法騎士（獅堂覺）
- 蠟筆小新（茂木、妖怪鼬男、熊木、未婚夫）

1995年
- 夢幻遊戲（氐宿）
- H2（雨宮高明）
- 酷媽寶貝蛋（代理師傅）
- 外星小毛球（阿羅馬）

1996年
- 機械女神J（師父/路本斯）
- 靈異教師神眉（人體模型）
- 哆啦A夢(大山羨代版)（原來如此機器人、山田先生）
- 酷妹當家（導遊）

1997年
- 烈火之炎（石島土門）

1998年
- 秋葉原電腦組（高井戶老師、東十條鴨之助）
- 他與她的事情（深田航平）
- 機械女神J to X（楊明）
- 快傑蒸汽偵探團（鬼瓦）
- 甜蜜小天使第三期（不良少年）

1999年
- 微星小超人（愛迪生）
- 亞克傳承（克拉布）

2000年
- 機巧奇傳（薩伊）

2001年
- 新人造人009 2001年版（004/阿爾貝魯特・海恩利希）

2002年
- 閃靈二人组（赤屍藏人）
- 天使特警（希尼斯特拉）
- 東京喵喵（碧川英三郎）

2003年
- 我們這一家（觀光客、演講人）
- F-ZERO ファルコン伝説（スチュワート、ミスターゼロ）
- 星星公主（玉依俊二）
- 名侦探柯南（中野治夫）
- 高橋留美子劇場（隆一）
- 銀河鐵道物語（昴）

2004年
- 抓鬼天狗幫（蓮見了寬）
- 巖窟王（貝爾徒騰）
- 詩片（藤堂誓唯）

2005年
- 曙光少女（阿修雷·理庫斯）
- 灼眼的夏娜(教授)
- 地獄少女(座長)(第16話)
- 哆啦A夢 (水田山葵版)（少女的爸爸、野狗阿一〈成年〉）

2006年
- 犬神！（侵神）
- Code Geass 反叛的魯路修（克洛維斯·La·不列顛尼亞）

2007年
- 火影忍者疾風傳（惠比斯、绝）

2008年
- 我們這一家（境田正晴）
- 灼眼的夏娜II（教授）
- 銀魂（洞爺湖）
- 女神異聞錄 ～三位一體之魂～（紀本祐史）
- 十字架與吸血鬼（隨從(眼鏡)）
- 世界毀滅（決鬥場老闆(雞獸人)）
- 棒球大聯盟 第4季（陣內新司）
- 秀逗魔導士 Revolution（祖馬）
- ONE OUTS（木野崎）
- 魔法學園MA（哈樸薛爾）
- Little Village People（小林良德）

2009年
- 犬夜叉-完結篇-（刀秋）
- KIDDY GiRL-AND（シェイド、フォロー）
- 變態怪醫 Dr.伊良部（木下）
- 秀逗魔導士EVOLUTION-R（拉多克·蘭滋德/祖馬）
- 第4季（瞳子的父親）

2010年
- 屍鬼（速見）
- 閃光的夜襲（花谷正）
- 薄櫻鬼~新選組奇譚~（山南敬助）
- 薄櫻鬼 碧血錄（山南敬助）
- 吊带袜天使（士兵A）
- 名偵探柯南（井村幸輔）
- 忍者亂太郎（オーマガトキ士兵）
- 馬達加斯加的企鵝（老大）
- 變身！公主偶像（岡正樹）
- 變形金剛進化版（范松警官、音波、猛撲）
- 數碼寶貝交錯戰爭（瘋狂獅子獸）

2011年
- 灼眼的夏娜Ⅲ Final（「教授」丹塔利歐）
- C（江原大介）
- 惡魔阿薩謝爾在召喚你（岡田法男）
- Dragon Crisis!（戶倉）
- 戰國鬼才傳（前田利家）
- 請認真的和我戀愛！！（大串スグル）
- 魔法少女小圓☆魔力（公關A）第8集

2012年
- 女子落（あの方）
- 聖鬪士星矢Ω（火星士拉金斯基）
- 超機械生命體 變形金剛領袖之證（飛輪）
- 神奇寶貝超級願望（雪華道館館主淡竹）
- 要聽爸爸的話（小鳥遊信吾）
- 來自新世界（大歡喜帝）
- 加速世界（Black Vise）
- 薄櫻鬼 黎明錄（山南敬助）
- JoJo的奇妙冒险（史特雷）
- 魔術快斗（傑克·康奈利）

2013年
- 惡之華（下山）
- 聖鬥士星矢Ω（黑暗之神阿普斯）
- Hunter × Hunter（梅雷翁）
- LINE TOWN（大叔、旁白）
- 有頂天家族（夷川早雲）
- GATCHAMAN Crowds（清水伸男）
- 東京闇鴉（蘆屋道滿）
- 噗嗶啵～來自未來～（阿瑪納蘇·東·貝蘇卡特勒）
- DokiDoki！光之美少女（利維）

2014年
- 信長之槍（織田信長、旁白）
- 金田一少年之事件簿R（新力）
- M3〜其為黑鋼〜（夏入）
- 魔彈之王與戰姬（馬克西米利安·班奴薩·嘉奴隆）
- 電波少女與錢仙大人（乃繪瑠的父親）
- 晨曦公主（甘·壽仁）
- 四月是你的謊言（風間）

2015年
- 偵探歌劇 少女福爾摩斯 TD（音響監督）
- 無頭騎士異聞錄 DuRaRaRa!!×2 承（澱切陣內）
- 聖劍使的禁咒詠唱（康拉德）
- 可塑性記憶（山野邊隆雄）
- 血界戰線（電影中的哥哥）
- 無頭騎士異聞錄 DuRaRaRa!!×2 轉（澱切陣內）
- 學戰都市Asterisk（左近州馬）
- Concrete Revolutio～超人幻想～（松本正次）
- 阿松（達悠）[2]

2016年
- 蠟筆小新（夢見貘太郎）
- 魔法護士小麥R（鮮奶油怪人）
- 迷家（神山）
- Re:從零開始的異世界生活（中年狂人）
- 戰鬥陀螺 Burst（篠田秀太郎）
- 薄櫻鬼 〜御伽草子〜（山南敬助）
- 不愉快的妖怪庵（稻草人）
- 烙印勇士（飼育員）
- D.Gray-man HALLOW（薛里爾·賈梅托）
- TABOO TATTOO－禁忌咒紋－（卡拉姆）
- 齊木楠雄的災難（毒島進）
- 時間飛船24（皮埃爾）
- 競女!!!!!!!!（少年）
- 啟航吧！編舟計畫（小田教授）

2017年
- 幼女戰記（修格魯）
- 為美好的世界獻上祝福！2（基爾）
- 時鐘機關之星（知事）
- 有頂天家族 第2期（夷川早雲）
- 阿童木起源（伴健作[3]）
- 人馬小姐不迷茫（約翰·盧梭）
- 咕嚕咕嚕魔法陣（卡亞）
- 阿松（第2期）（達悠、音響監督）
- 奇諾之旅 -the Beautiful World- the Animated Series（黑子之長）

2018年
- 酒鬼妹子（社長）
- DARLING in the FRANXX（副主席）
- 續 刀劍亂舞-花丸-（前代狐之助）
- 足球小將翼（旁白）
- 東京喰種:re（木嶋式）
- 千緒的通學路（牛田敏男[4]）
- 百鍊霸王與聖約女武神（阿雷克西斯）
- 天狼 Sirius the Jaeger（克拉維因[5]）
- 軒轅劍·蒼之曜（暗殺者）
- 寄宿學校的茱麗葉（黑犬廣播）
- 哥布林殺手（圃人）
- 名侦探柯南（风见裕也）

2019年
- ONE PIECE（酒天丸）
- 鬼太郎（第6作）（吸血鬼拉·賽努）
- 聖鬥士星矢 聖鬥少女翔（前教皇）
- 同居人是貓（獸醫）
- revisions（牟田誠一郎）
- 家有女友（藤井昭人[6]）
- POP TEAM EPIC 青龍ver.（POP子〈第14話B part〉）
- 毛球權次郎（監督）
- 南無阿彌陀佛!-蓮台 UTENA-（平吉）
- 一拳超人 第2期（西齊）
- 異世界四重奏（修格魯）
- 流汗吧！健身少女（小津俊夫）
- 滿月之戰（旁白）
- BEM（粉男）
- 夢幻之星Online2 EPISODE ORACLE（哥德哈特[7]、【巨軀】）

2020年
- pet（社長）
- ID:INVADED（白駒二四男）
- 索瑪麗與森林之神（索瓦克）
- 虛構推理（木魂源一郎、がしゃどくろ）
- 動物新世代 BNA（但丁）
- 食戟之靈 豪之皿（杜朗香）
- 炎炎消防隊 貳之章（葛雷歐灰島）
- 阿松（第3期）（達悠）

2021年
- 無職轉生～到了異世界就拿出真本事～（阿爾馮斯）
- 轉生成蜘蛛又怎樣！（羅南特·歐羅佐）
- 歌劇少女!!（小野寺）
- 更多！怪俠佐羅利（串燒店老闆）
- 陰陽眼見子（蠟燭淳二）
- 世界盡頭的聖騎士（古斯）
- 宿命迴響：命運節拍（蘭格）
- 半妖的夜叉姬（狸穴将監）
- 數碼寶貝幽靈遊戲（ダイゴ）

2022年
- 失格紋的最強賢者（菲可斯）
- 名偵探柯南 零的日常（風見裕也[8]）
- Estab-Life Great Escape（プープー）
- 群青的開幕曲（松宮貞博）
- 幕末替身傳說（佐久間象山）
- 異世界藥局（賽德列克·盧諾）
- 黑之召喚士（維克多）
- 福星小子（初代長老）
- 異世界歸來的舅舅（傑爾涅坎）
- 惑星公主蜥蜴騎士（院長）
- 不道德公會（伊茲·彌恩·彌魯）

2023年
- 為了養老，我要在異世界存8萬枚金幣（史蒂芬）
- 百萬噸級武藏 第2期（海涅爾·比庫寧）
- 吸血鬼馬上死2（雪來瘋）
- 女神咖啡廳（不破）
- 和山田談場Lv999的戀愛（鴨田竹藏[9]）
- 魔法少女毀滅者（老派御宅族A）
- 逃走中 THE GREAT MISSION（歌川國芳）
- AYAKA -綾島奇譚-（稻生三次[10]）
- 幻日夜羽 -鏡中暉光-（老爺鐵皮蛙[11]）
- 聖女魔力無所不能 第2期（弗蘭茨）
- 足球小將 世少篇（旁白）
- 世界盡頭的聖騎士 鐵鏽之山的君王（古斯）
- 屁屁偵探（ヒツジイヤ[12]）
- 不死不運（崩壞）
- 川越男子歌唱團（強盗犯）
- 想當冒險者前往都市的女兒成為S級（維拉爾[13]）

2024年
- 逃走中 THE GREAT MISSION（五目）
- 明治擊劍－1874－（川路利良[14]、Referee）
- 百千家的妖怪王子（犬妖）
- 迷宮飯（島主）
- 王牌酒保 神之杯（真木祐輔）
- Re:Monster（哥布爺）
- 終末的火車前往何方？（天鵝船仙人）
- 轉生為第七王子，隨心所欲的魔法學習之路（國王）
- 女神咖啡廳 第2期（不破）
- 地下城中的人（姆拉格、前任[15]）
- 異世界失格（米拉[16]）
- 四處貼上吧！小狗（犬大吉）
- 異世界悠閒紀行～邊養娃邊當冒險者～（加爾德）

2025年
- 遲早是最強的鍊金術師？（帕佩克[17]）
- 中年大叔轉生反派千金（賽巴斯蒂安）
- 記憶縫線YOUR FORMA（旁白）
- 阿松（第4期）（達悠[18]）

### OVA
- OVA純愛手札（游泳社教練）
- 安琪莉可女王之路（神鳥水之守護聖盧米埃）
- 創龍傳（龍堂續）
- インフェリウス惑星戦史外伝 CONDITION GREEN（イエント・スカール）
- CAROL（ティコ・ブラーニ）
- 機動戰士GUNDAM0083 STARDUST MEMORY（カリウス）
- 旭日艦隊（木戶孝義）
- 乳霜檸檬系列（野野村宏）
- 激鋼牙3（アキラ）
- 紺碧艦隊（入江九市、木戶孝義）
- 聖鬥士星矢　冥王哈迪斯十二宮編 ( 白羊座史昂 )
- 私立荒磯高等学校生徒会執行部（橘遙）
- 沉默的艦隊（速水健次）
- 不思議遊戲 各作品（氏宿）
- 撲殺天使（ザンス）
- HELLSING（少佐）
- SD戰國傳 天下泰平編（四代目大將軍）
- SD戰國傳 武者七人眾篇（武者精太頑馱無、百鬼丸）
- 大魔法峠（田中公彥）
- 夜勤病棟系列
  - 夜勤病棟（比良坂龍二）
  - 夜勤病棟・貳（比良坂龍二）
  - 夜勤病棟・七瀨戀（比良坂龍二）
  - 夜勤病棟・兒玉光（比良坂龍二）
  - 夜勤病棟・參（空）
- 銀魂（洞爺湖仙人）第58卷同捆OAD

2007年
- 欠金情人（染矢熏子）

2012年
- 探索者的目標（飛龍）

2015年
- 探索者的羽翼（飛龍）

2016年
- 一拳超人 #06「過於不可能的殺人事件」（西齊）

### 網路動畫
2016年
- 寶可夢世代（索藍斯）

2024年
- 沙漠大冒險（傑烏大將軍[19]）
- Fate/Grand Order 搞不懂的藤丸立香 第2期（堂·吉诃德）

### 劇場版動畫
- 機動戰士Ζ GUNDAM 星之繼承者（卡蜜兒‧維丹）
- 機動戰士Ζ GUNDAM II 戀人們（卡蜜兒‧維丹）
- 機動戰士Z GUNDAM III 星之躍動是愛（卡蜜兒‧維丹）
- 機動戰艦 -The prince of darkness-（瓜畑星矢）
- 微星小超人（エジソン）
- Beast Wars 激突!ビースト戦士（テラザウラー）
- Beast Warsメタルス 超生命体トランスフォーマー 各作品（クイックストライク）
- 家有賤狗（倉元）
- 少女與戰車：戰車道聯盟理事長（兒玉七郎）
- 名偵探柯南：純黑的惡夢（風見裕也）
- 名偵探柯南：零的執行人（風見裕也）

2019年
- 阿松 劇場版（達悠）

2022年
- 阿松～希皮波族與閃耀果實～（達悠）
- 名偵探柯南：萬聖節的新娘（風見裕也）

2023年
- 阿松～靈魂的章魚燒派對與傳說的夜宿活動～（達悠）
- 沙漠大冒險（傑烏大將軍[20]）
- 北極百貨的秋乃小姐（東堂[21]）
- 名偵探柯南：黑鐵的魚影（風見裕也）
- 鬼太郎誕生 咯咯咯之謎（龍賀時磨[22]）

2024年
- 劇場版草莓王子 起始的物語～Strawberry School Festival!!!～[23]

2025年
- 名偵探柯南：獨眼的殘像（風見裕也）

### 遊戲
- 安琪莉可女王之路（神鳥水之守護聖盧米埃）
- SD GUNDAM G世代（嘉美尤·維達、ウルベ・イシカワ）
- 俺の下であがけ（山口幸雄）
- 機動戰士GUNDAM系列
  - 機動戰士Ζ高達（卡密兒·維丹）
  - 機動戰士Ζ高達 奧干vs.泰坦斯（卡密兒·維丹）
  - 機動戰士Gundam Gundam vs.Ζ Gundam（卡密兒·維丹）
  - 機動戰士Gundam Climax U.C（卡密兒·維丹）
  - 機動戰士GUNDAM SEED 終わらない明日へ（ロンド・ギナ・サハク）
- 足球小將翼（若島津 健，PS2）
- 金魚注意報：とびだせゲーム学園（葵）
- 決戰Ⅲ（足利義昭）
- 建築重機械瘋狂戰鬥 破壞金剛（結城洋介，PS2）
- 超級機械人大戰（嘉美尤·維達、カリウス、ウルベ・イシカワ、孫光龍）
- 星際大戰：俠盜中隊III（Luke Skywalker）
- 命運傳奇2（カーレル）
- 兵蜂RPG（グリード）
- 鋼之鍊金術師2 赤きエリクシルの悪魔（ジャック・クローリー）
- 最終幻想X-2（薩諾）
- 最終幻想XII（维因·卡达斯·苏里多尔）
- HEXAMOON GUARDIANS（台場満，PS）
- ぽっぷるメイル (ブラッキィ，Mega CD)
- 真名法典：真紅的聖痕（アサド・ゾレン）
- 魔界戰記（キャプテン・ゴードン）
- 銀河少女警察2086（フェザー）
- 光之聖女傳說（ノワール，PS2）
- 間諜遊戲：混沌理論（ウィリアム・レディング）
- 超絶倫人ベラボーマン（ブラックベラボーマン、雷丸）
- 真・夜勤病棟（比良坂龍二）
- Unlight（羅索）
- 使命召唤7（弗雷德里希·施坦纳）
- 街頭霸王5（是空）
- 夢幻之星2網路版（ダークファルス・エルダー）
- 緋夜傳奇（梅爾齊歐）
- 最终幻想 纷争NT（维因·卡达斯·苏里多尔）
- 洛克人11 命運的齒輪!!（托馬斯·萊特）
- Fate/Grand Order（堂吉诃德）
- 明日方舟（信仰搅拌机）
- 空之軌跡 the 1st（亞魯瓦教授）

### 廣播劇CD
- 喜歡所以喜歡系列 （中原桐人）
- 廣播劇CD Wild Arms Advanced 3rd Original Drama（マリク）
- 廣播劇CDGetBackers-奪還屋-永遠の絆を奪り還えせ偏（赤屍藏人）
- 安琪莉可女王之路（神鳥水之守護聖盧米埃）
- 摩陀羅・転生編（光河飛雄）
- 霸王愛人（水龍）
- 鬼眼狂刀系列（太四老・吹雪）
- 欠金情人（染谷薫子）
- プラチナ（アーシェイド）
- 花のあすか組!（ヤスヒロ）
- 少年濡れやすく恋成りがたし系列（西宮翼朗）
- カミヨミ（丸木戶教授）
- 亞爾斯蘭戰記（ナルサス）
- Sound Horizon 5th story CD 『Roman』（ナレーター・語り/M3,9）
- 愛與欲望之學園（淺蔥高司）

### 日語配音
- 少林足球(日文版)（酱爆）

### 特攝
假面騎士系列 
- 假面騎士電王（ブラッドサッカーイマジンの声）

超級戰隊系列 
- 侍戰隊真劍者（アヤカシ・カゲカムロの声）
- 天裝戰隊護星者（彗星のブレドラン / チュパカブラの武レドラン / サイボーグのブレドRUN / 救星主のブラジラ / 血祭のブレドランの声）

### 其他
- 語音導覽
  - 國立科學博物館 特別展『天空與宇宙展 飛吧！100年的夢』（大人用語音導覽/旁白）
  - 電影「帥哥西裝」（上映用語音導覽）
- 天文館
  - 跟奈奈一起大冒険！〜前往遠方星空世界〜（旁白）
  - 一起出外做月光浴〜前往蒼之光的世界〜（父[24][25]）
  - 迷?偵探克里斯（安城市文化センター内プラネタリウムで上映）（旁白、謎之怪盗）
  - 可以在日本完全看到的星星（世田谷區立教育中心天文館）（松本孝史）
  - 超 投影版 Keroro軍曹 星空をとりもどせ! 太陽系大追跡!!（ヴァイパー）
  - 羊之宇宙（卡爾）
  - まくま的星空大冒険（旁白[26]）
- 朗讀
  - USEN「用耳朵朗讀的文藝／神秘」頻道 淺田次郎【客人「あやしうらめしあなかなし」より】
  - USEN「用耳朵朗讀的文藝／神秘」頻道 近藤史惠【タルト・タタンの夢】
  - USEN「用耳朵朗讀的文藝／神秘」頻道 朝松健【ぬばたま一休】
  - USEN「用耳朵朗讀的文藝／神秘」頻道 內田康夫【靖国への帰還】
- 廣播
  - 東京REMIX族（J-WAVE，欄目旁白）
- 波麗佳音 超級軍事精選系列（旁白）
  - F-86軍刀戰鬥機
  - ロッキード P-36ライトニング
  - ロッキード F-117A ，YF-22
  - 團結飛機公司B-24轟炸機
  - サブマリン・ウォーズ
  - レッド・クラシファイド
  - レッド・スターズ
- LINE貼圖
  - 會講話的★櫻桃小丸子（丸尾末男）
  - 會講話的！小小櫻桃小丸子♪（丸尾末男）
  - 會講話的「暖暖日記」LINE貼圖！（關門大叔[27]）
  - 會講更多話的「暖暖日記」貼圖（關門大叔[28]）
- 愛知萬博／愛・球博 三菱未來館@earth 如果沒有月亮的話（wakamaru[29]）
- 長崎豪斯登堡「グランオデッセイ」（レシーバー、シリウス・ハーモニー・キャニス）
- 北九州Space World 角色（ヘンドリウックス）
- 東京巨蛋城玩具王國、濱名湖Pal Pal『星之卡比 マジカルシアター』（廚師川崎、蕪菁）
- 電影「GAME KING 高橋名人VS毛利名人 衝突!大決戰」（實況旁白）
- 朗讀劇「天魔的銀翼」〜敵人就在本能寺〜（近衛前久）
- 『可怕的聲音稻川淳二的葬禮』（B公演「繼母」[30]）
- 東京燃氣 薤老師的煤爐直線 熱血！ベジ高職員室（薤老師）
- 明治維新150年記念歷史動畫「德川齊昭與弘道館物語〜〜」（德川齊昭[31]）

## 外部連結
- ARTSVISION公式官網的聲優簡介 （页面存档备份，存于） （日語）
- 飛田展男－日本藝人名鑑 （页面存档备份，存于） （日語）